# 萨拉·利维
萨拉·利维（英語：Sarah Levy，1995年12月27日—），生于南非开普敦，美国女子橄榄球运动员。她曾代表美国七人制国家队参加2024年夏季奥林匹克运动会七人制橄榄球比赛，获得一枚铜牌。